# Chińska Republika Ludowa na Zimowych Igrzyskach Olimpijskich 2006
Chińską Republikę Ludową na Zimowych Igrzyskach Olimpijskich 2006 reprezentowało 73 sportowców.

## Medale

### Złoto
- Han Xiaopeng – Narciarstwo dowolne (Skoki akrobatyczne)
- Wang Meng – Short track (500m)

### Srebro
- Zhang Dan i Zhang Hao – Łyżwiarstwo figurowe (Pary sportowe)
- Li Nina – Narciarstwo dowolne (Skoki akrobatyczne)
- Wang Meng – Short track (1000m)
- Wang Manli – Łyżwiarstwo szybkie (500m)

### Brąz
- Ren Hui – Łyżwiarstwo szybkie (500m)
- Shen Xue i Zhao Hongbo – Łyżwiarstwo figurowe (Pary sportowe)
- Li Jiajun – Short track (1500m)
- Yang Yang (A) – Short track (1500m)
- Wang Meng – Short track (1000m)

## Miejsca w piątce

### Miejsca 4
- Pang Qing i Tong Jian – Łyżwiarstwo figurowe (Pary sportowe)
- Xu Nannan – Narciarstwo dowolne (Skoki akrobatyczne)

### Miejsca 5
- Li Ye – Short track (1000m)
- Li Haonan, Li Jiajun, Li Ye i Sui Baoku – Short track (Sztafeta 5000m)
- Yu Fengtong – Łyżwiarstwo szybkie (500m)